# Калье-є Аббасабад
Калье-є Аббасабад (перс. قلعه عباس اباد) — село в Ірані, у дегестані Астане, у Центральному бахші, шагрестані Шазанд остану Марказі. За даними перепису 2006 року, його населення становило 677 осіб, що проживали у складі 183 сімей.

## Клімат
Середня річна температура становить 10,96 °C, середня максимальна – 29,91 °C, а середня мінімальна – -10,91 °C. Середня річна кількість опадів – 287 мм.
| Клімат поселення                              | Клімат поселення | Клімат поселення | Клімат поселення | Клімат поселення | Клімат поселення | Клімат поселення | Клімат поселення | Клімат поселення | Клімат поселення | Клімат поселення | Клімат поселення | Клімат поселення | Клімат поселення |
| Показник                                      | Січ.             | Лют.             | Бер.             | Квіт.            | Трав.            | Черв.            | Лип.             | Серп.            | Вер.             | Жовт.            | Лист.            | Груд.            |                  |
| Середній максимум, °C                         | 5,69             | 7,30             | 11,53            | 18,00            | 23,24            | 28,26            | 29,91            | 29,80            | 24,93            | 18,85            | 12,09            | 6,64             |                  |
| Середня температура, °C                       | −2,63            | −1               | 3,22             | 9,70             | 14,95            | 19,96            | 24,08            | 23,98            | 19,12            | 13,04            | 6,27             | 0,82             |                  |
| Середній мінімум, °C                          | −10,91           | −9,3             | −5,09            | 1,38             | 6,63             | 11,65            | 18,26            | 18,17            | 13,30            | 7,21             | 0,45             | −5               |                  |
| Норма опадів, мм                              | 43               | 40               | 52               | 38               | 32               | 6                | 1                | 1                | 0                | 7                | 27               | 40               |                  |
| Середньомісячна швидкість вітру, м/с          | 1.84             | 2.48             | 2.96             | 2.92             | 2.64             | 2.48             | 2.50             | 2.49             | 2.22             | 2.09             | 1.67             | 1.98             |                  |
| Середньомісячна сонячна радіація, кДж/м²·день | 9294             | 12378            | 15006            | 18232            | 22161            | 26886            | 25746            | 24041            | 21312            | 15865            | 11001            | 8972             |                  |
| --------------------------------------------- | ---------------- | ---------------- | ---------------- | ---------------- | ---------------- | ---------------- | ---------------- | ---------------- | ---------------- | ---------------- | ---------------- | ---------------- | ---------------- |
| Джерело:                                      |                  |                  |                  |                  |                  |                  |                  |                  |                  |                  |                  |                  |                  |